# 羅賓根蟎
羅賓根蟎（学名：Rhizoglyphus robini）为粉蟎科根蜱屬下的一个种。